# Cannone da 65/17 Modello 1913
A Cannone da 65/17 Modello 1913 egy olasz tüzérségi eszköz volt, melyet hegyi és gyalogos egységek számára fejlesztettek ki. A löveg 1913-ban lépett szolgálatba. A 65/17 jelölés a következőképpen értendő: a löveg űrmérete 65 milliméter, lövegcsöve pedig 17 űrmérethosszúságú volt.

## Leírás
Könnyű súlyú tervezet, melyet szélsőséges időjárási körülmények között és nehéz terepen történő használathoz terveztek. A lövegcső 17 űrméret hosszúságú, alacsony röppályájú lövésekhez tervezték. A futómű egyszerű felépítésű, egy talpszárból és két faküllős kerékből állt, amely a lóvontatáshoz volt alkalmas. A löveget szállításhoz öt részre lehetett bontani. Egy egyszerű összecsukható lövegpajzsot is használtak a löveghez.

## Történet
A 65 mm-es löveget először 1913-ban rendszeresítették az olasz hegyi alakulatoknál, és végig is szolgálta az első világháborút. Az 1920-as években új típusokkal váltották fel, majd a gyalogsághoz került. A gyalogság körében közkedvelt volt könnyű súlya és nagy megbízhatósága miatt, még szélsőséges körülmények között is. Kicsi űrmérete ellenére a második világháborúban is bevetették csapattámogatásra. Észak-Afrikában teherautók platójára szerelve páncéltörő fegyverként is hatékonyan használták.

## Fordítás
- Ez a szócikk részben vagy egészben  a   Cannone da 65/17 modello 13 című angol Wikipédia-szócikk ezen változatának fordításán alapul.  Az eredeti cikk szerkesztőit annak laptörténete sorolja fel. Ez a jelzés csupán a megfogalmazás eredetét és a szerzői jogokat jelzi, nem szolgál a cikkben szereplő információk forrásmegjelöléseként.